# Espingole
Espingole fue un destructor de la clase Durandal construido para la Armada francesa a finales de la década de 1890. Encargado en 1900, sólo estuvo unos años en servicio antes de encallar y hundirse en 1903 frente a la Costa Azul. Su capitán fue absuelto en consejo de guerra siete años más tarde. Los intentos de salvamento fracasaron en varias ocasiones y el litigio surgido a raíz del último intento no se resolvió hasta 1926.

## Hundimiento
El buque chocó contra una roca en la bahía de Cavalaire, frente a Cavalaire-sur-Mer, el 4 de febrero de 1903 tras salirse del canal, y abrió un agujero de 2,5-3 metros en el fondo del casco. Se arrojó por la borda carbón, municiones y dos cañones de 47 mm para aligerar el barco y su buque gemelo Hallebarde intentó sacarlo de allí. El cable de remolque se rompió después de mover al Espingole entre 5 y 6 metros, hiriendo a dos tripulantes del Hallebarde. A continuación, Hallebarde rescató a los 62 tripulantes del Espingole antes de que el buque se hundiera en las coordenadas 43°09′20″N 06°36′30″E. LV Marcotte de Sainte-Marie fue finalmente absuelto en su consejo de guerra siete años después de que su barco encallara.
Los primeros intentos de salvamento fueron infructuosos y el Espingole fue eliminado del registro naval el 16 de septiembre. En diciembre de 1909, la Armada subastó los restos del barco y decidió ofrecer una serie de primas si el ganador conseguía reflotarlo y entregarlo intacto. La empresa de salvamento no tuvo más éxito y abandonó la empresa tras cinco meses de trabajo. La empresa alegó que la marina había alterado el pecio y demandó por 60.000 francos más daños y perjuicios. El litigio no se resolvió hasta el 3 de marzo de 1926.